# Musée archéologique national (Florence)
Pour les articles homonymes, voir Musée archéologique national.
Le Musée archéologique national de Florence se trouve dans un palais construit en 1620 par Giulio Parigi pour être la résidence de la princesse Marie-Madeleine d'Autriche, sur la place Santissima Annunziata.

## Histoire
Le musée fut inauguré en la présence du roi Victor-Emmanuel II en 1870 dans les locaux du Cenacolo di Fuligno via Faenza et comprenait seulement les vestiges étrusques et romains. Avec l'augmentation des collections, un autre emplacement fut rapidement nécessaire et en 1880 il fut transféré dans son emplacement actuel.
Le fonds initial provient des collections Médicis et Lorraine, transférées à plusieurs reprises des Offices jusqu'en 1890 (sauf la statuaire en marbre qui s'y trouvait déjà). La section égyptienne fut constituée dans la première moitié du XVIIIe siècle d'une part par les acquisitions de Pierre Léopold de Toscane, d'autre part d'une expédition promue du même grand duc en 1828 et 1829 par le toscan Ippolito Rosellini avec le français Champollion (qui déchiffra les hiéroglyphes). En 1987 fut inauguré un musée topographique sur la civilisation étrusque qui avait été détruit pendant les inondations de 1966.

## Collections
Il comprend de nombreuses pièces historiques des époques  étrusque, romaine, égyptienne et grecque.

### Collection égyptienne:Museo Egizio

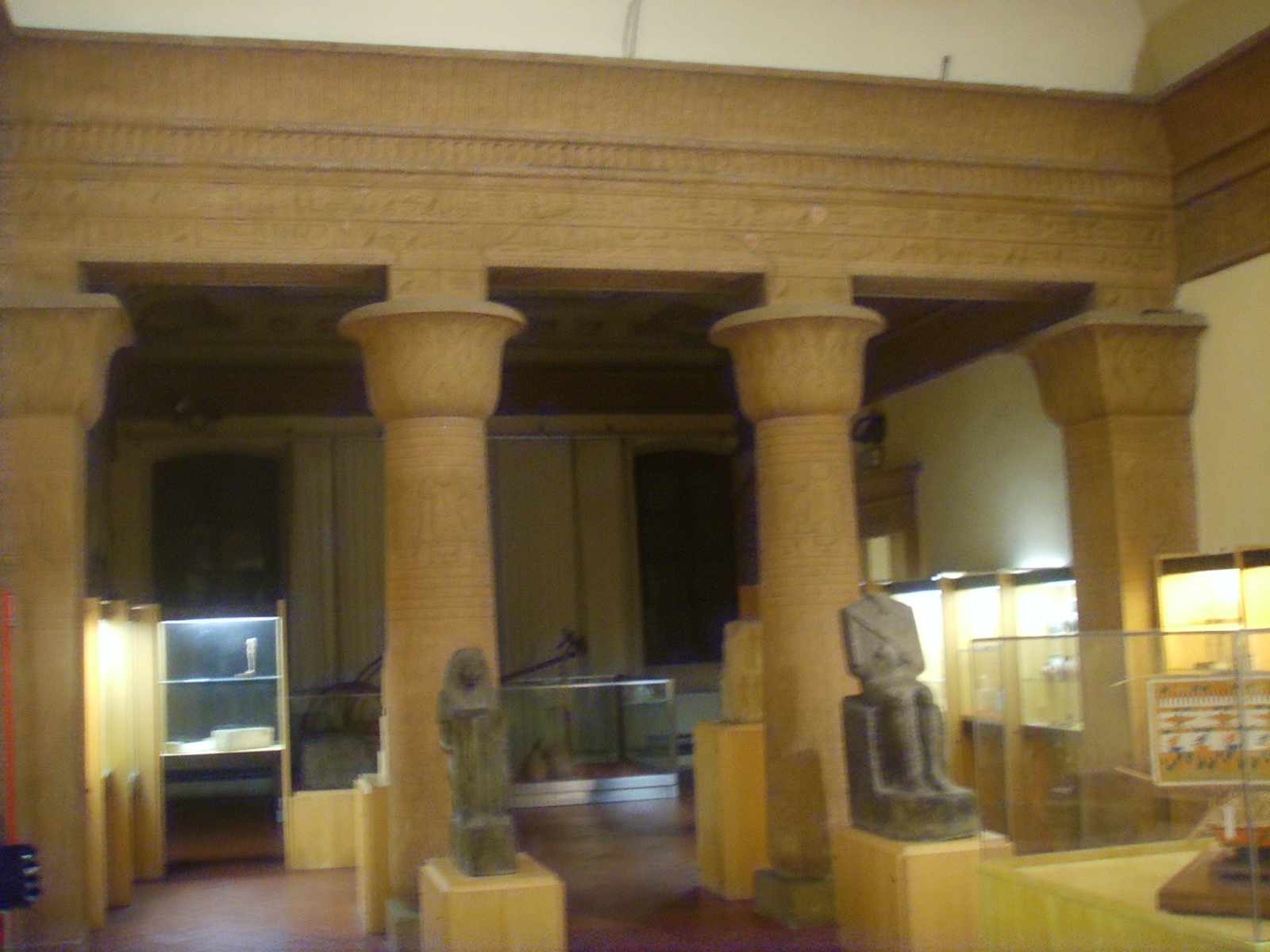
Section du Musée égyptien

Les collections présentes ici (plus de 14 000 pièces) ne sont que les secondes en Italie après celles du musée égyptologique de Turin. Elles sont installées dans des salles décorées spécialement au premier étage et leurs contenus sont tirés à l'origine des collections Nizzoli et Schiapparelli et de la campagne de fouilles d'Ippolito Rosellini et de Jean-François Champollion. D'autres acquisitions importantes comme celles des papyrus proviennent des fouilles de 1934-1939. Les vestiges concernent surtout les activités quotidiennes de l'Égypte antique, avec aussi des objets en matériaux fragiles faits de bois, de tissu ou d'os. La restructuration en cours en 2006 veut privilégier les critères chronologiques et topographiques plutôt que thématiques.
La salle VIII est dédiée à l'époque finale de la civilisation égyptienne et reste à son installation du XVIIIe siècle. On peut y voir les ustensiles trouvés dans la tombe de Tjesraperet, nourrice de la fille du pharaon Taharqa (XXVe dynastie) avec ses deux sarcophages. Il est même exposé l'enveloppe du corps de la femme appelée Takherheb, en toile mastiquée couverte de feuilles d'or.

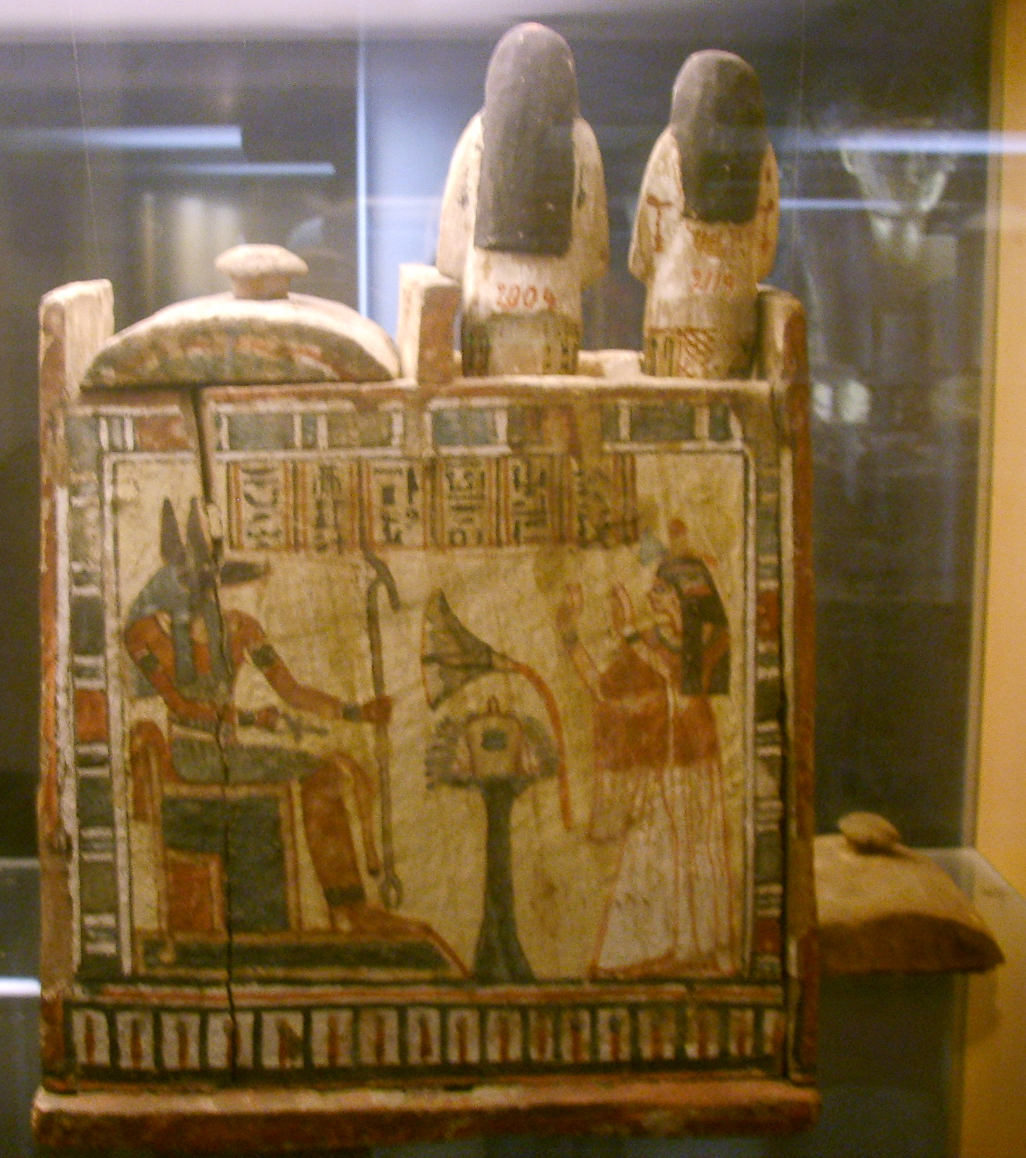
Urne égyptienne décorée
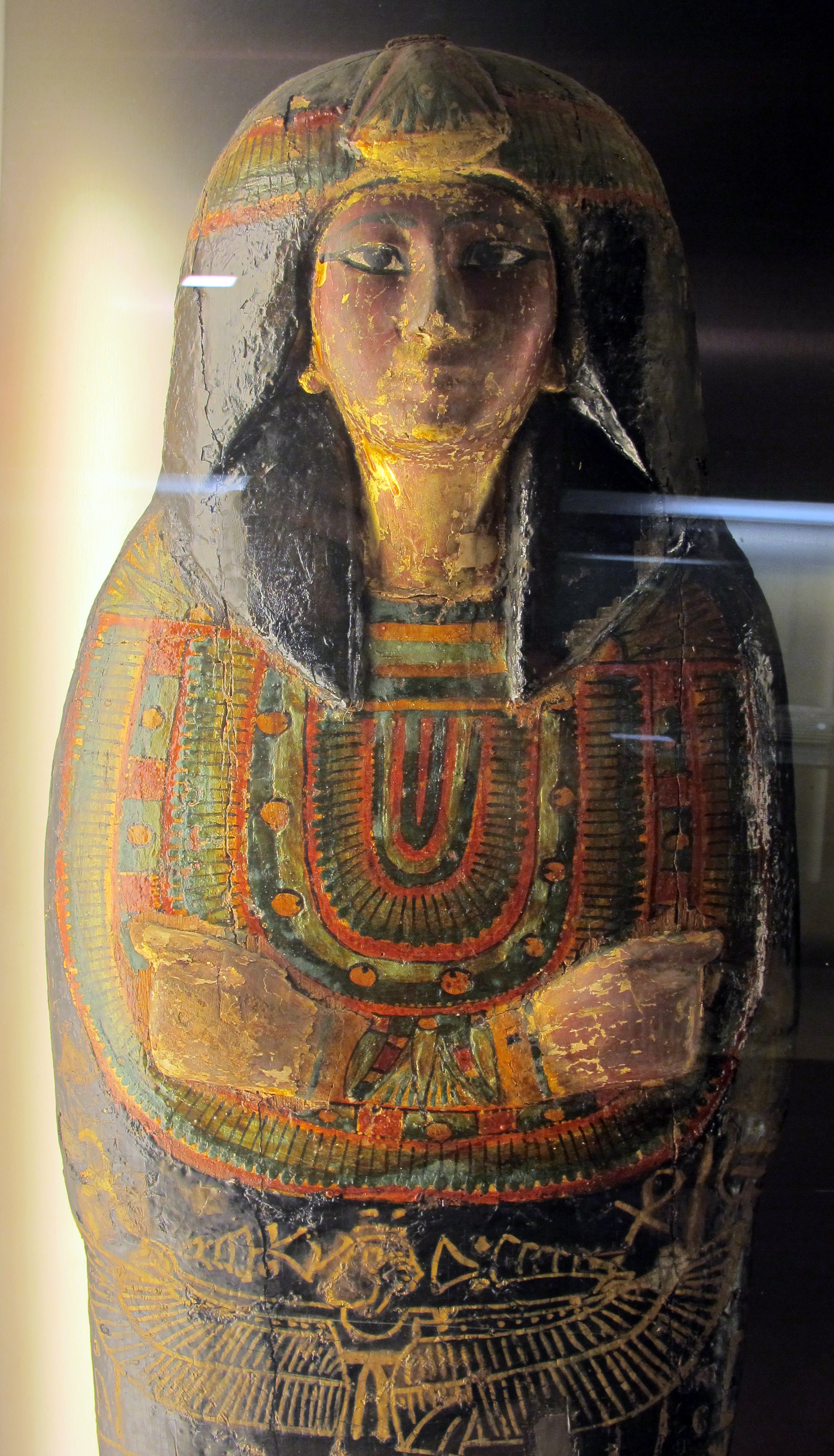
Sarcophage, Nouvel Empire.
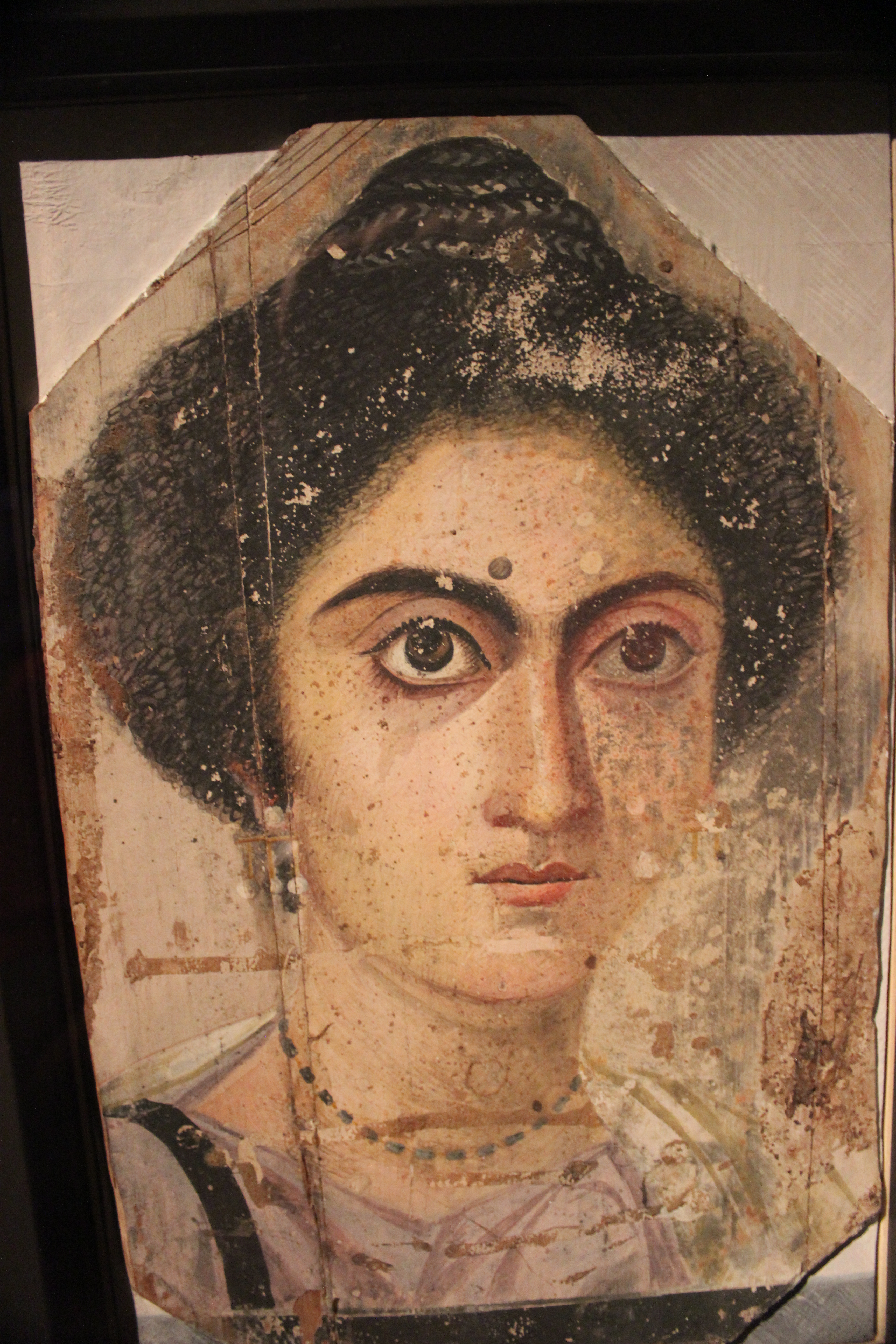
Portrait du Fayoum
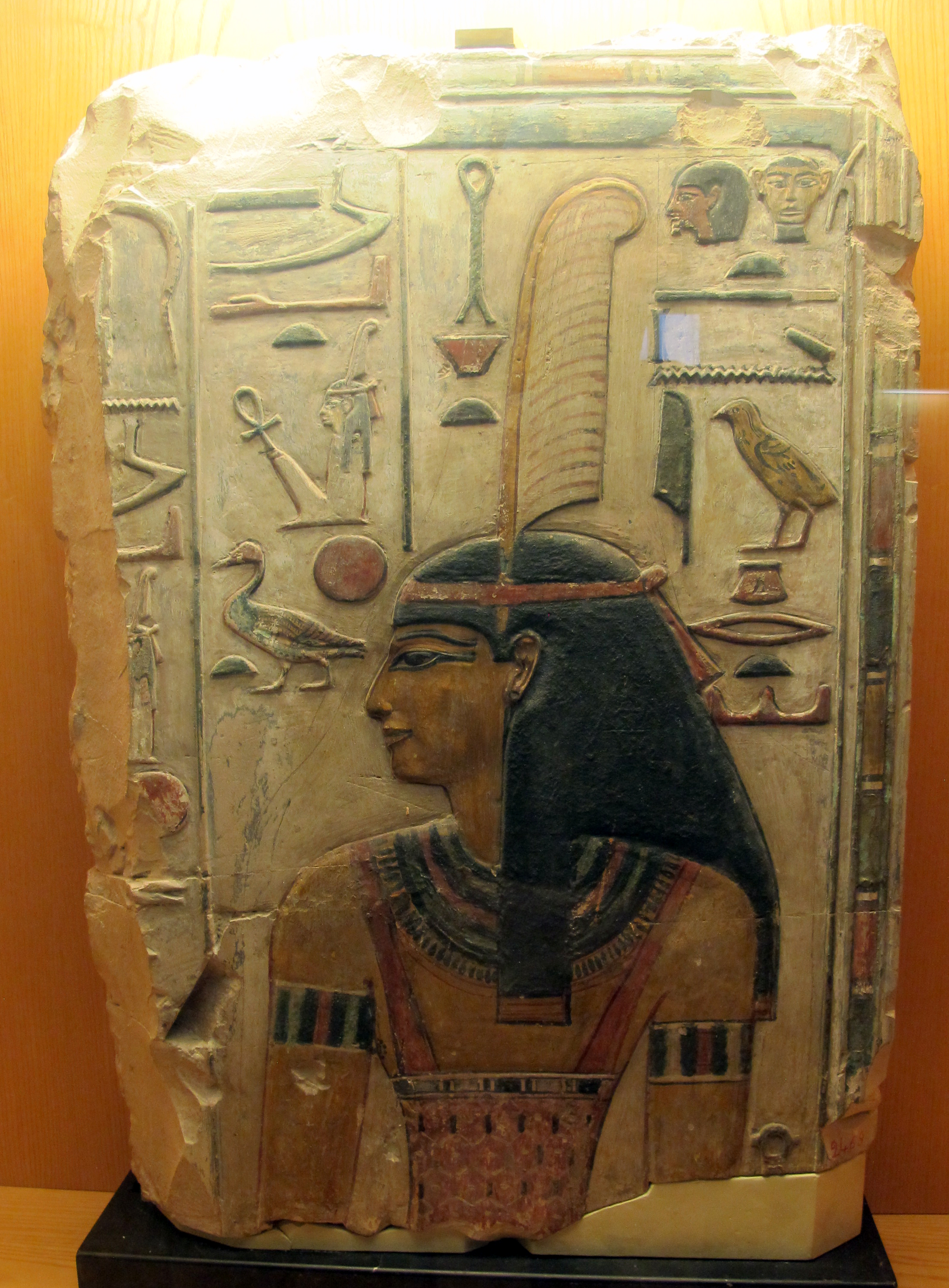
Relief de la déesse Maat, tombe de Séthi Ier.

### Collection grecque

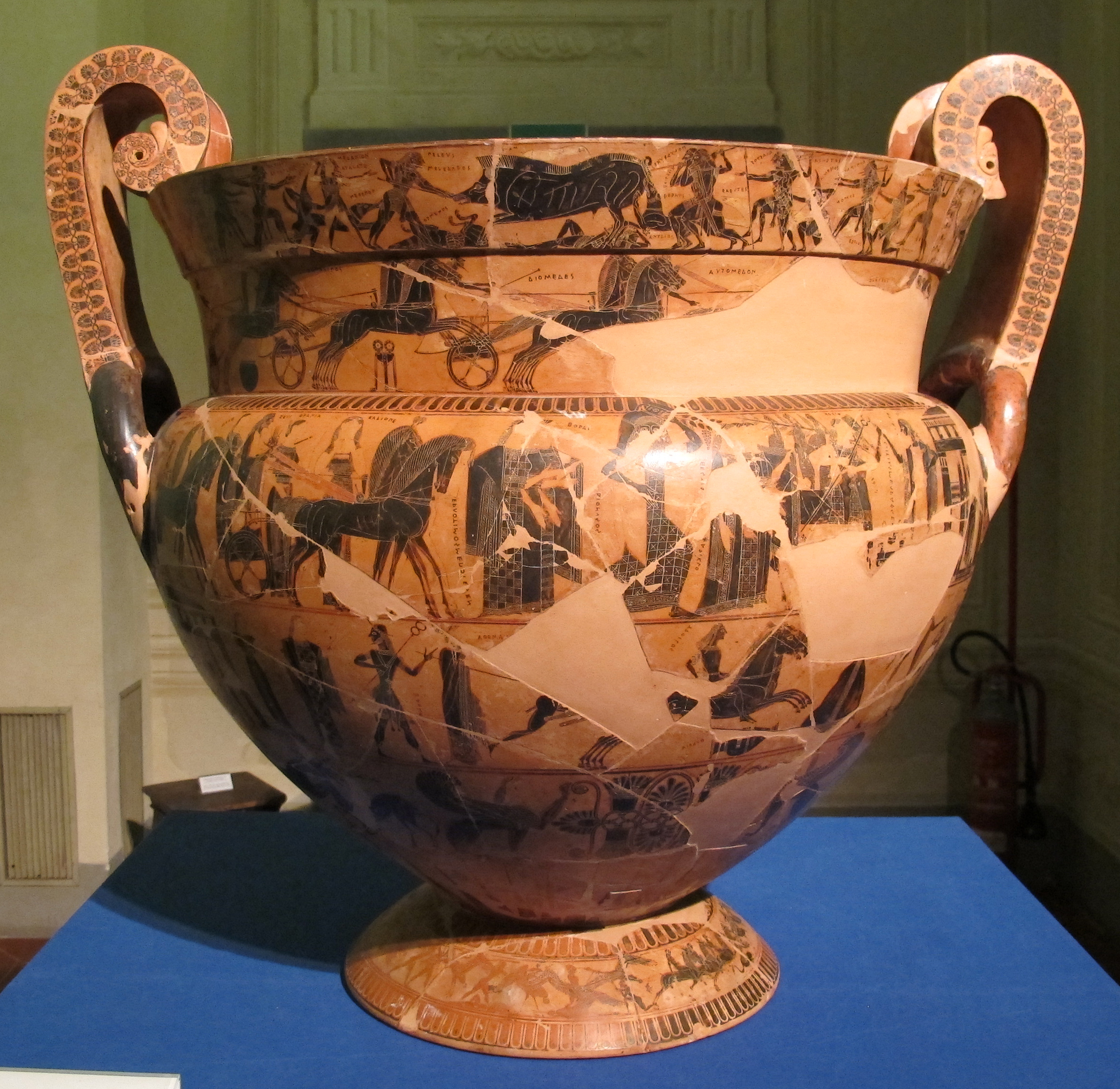
Cratère grec dit vase François

La collection de céramiques antiques, très vaste, emplit les vitrines d'une grande salle du deuxième étage. Les pièces proviennent pour la plupart de tombes étrusques. Elles sont le résultat d'échanges avec la Grèce, notamment avec Athènes (lieu de production de la plupart des objets), et remontent à la période du IVe siècle avant notre ère.
Parmi les vases, le plus important est celui dit vase François, du nom de l'archéologue qui le découvrit en 1844 dans une tombe étrusque, à Fonte Rotella, sur la route de Chiusi. Ce grand cratère à figures noires, signé du potier Ergotimos et du peintre Kleitias, présente sur toutes une série de récits de la mythologie grecque. Il est daté des environs de 570 av. J.-C.
On y trouve d'autres œuvres notables, comme l'Hydrie à figures rouges signée du peintre de Meidias (550-540 avant l’ère commune) et les coupes des Petits Maîtres (560-540 avant l’ère commune), les sculptures de l’Apollo et de l’Apollino Milani (VIe siècle, du nom du donateur), le torse d'athlète (Ve siècle) et la grande tête chevaline hellénistique (ou tête du cheval Médicis Riccardi du nom de son premier emplacement dans le palais médicéen Riccardi), fragment d'une statue équestre qui inspira Donatello et Verrocchio pour les deux célèbres monuments équestres de Padoue et de Venise. Dans le couloir sont exposés deux kouroi archaïques de marbre.

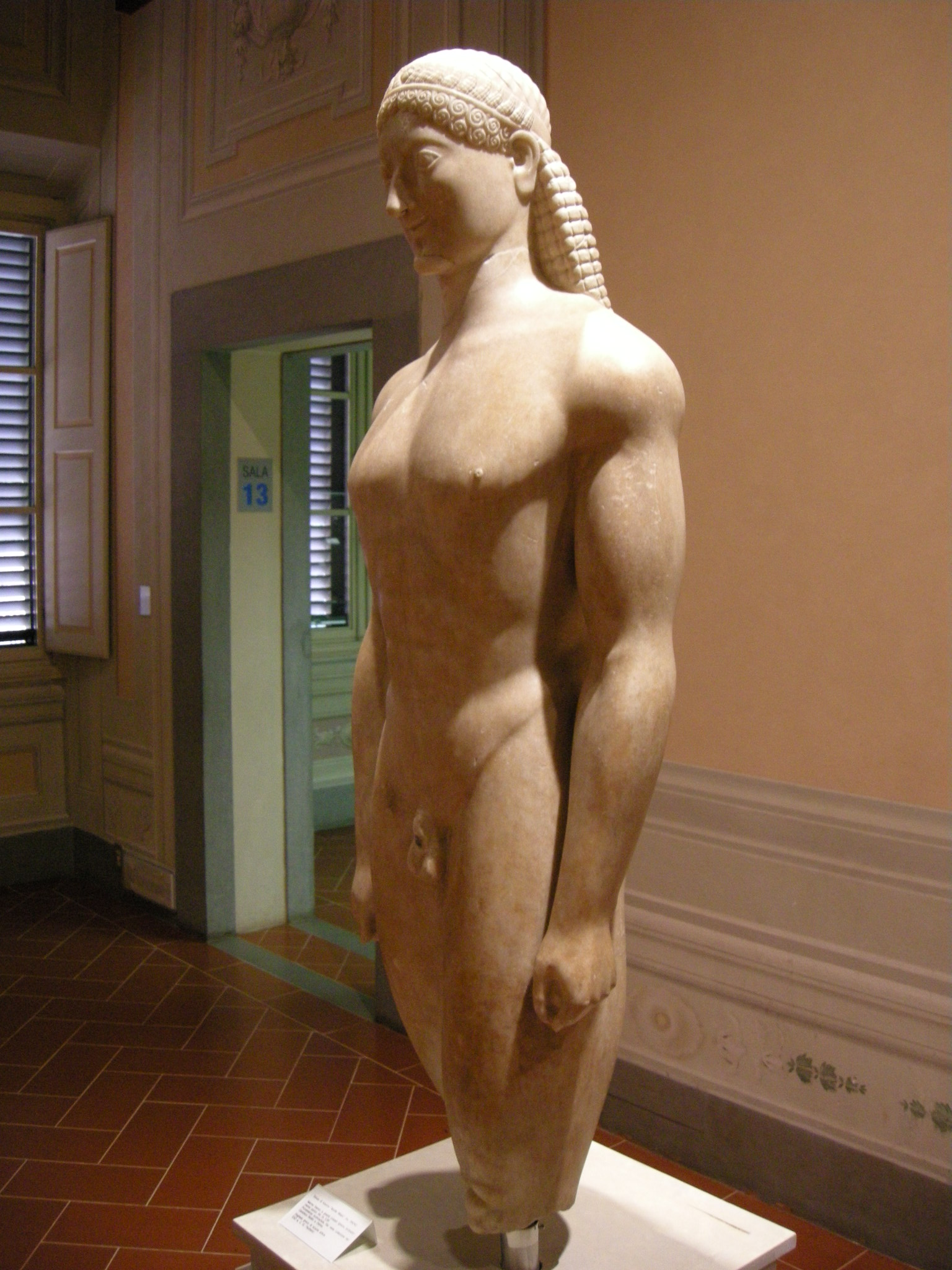
Kouros Milani (du nom du directeur du musée qui l'a acquis en 1901). Attique, vers -550.
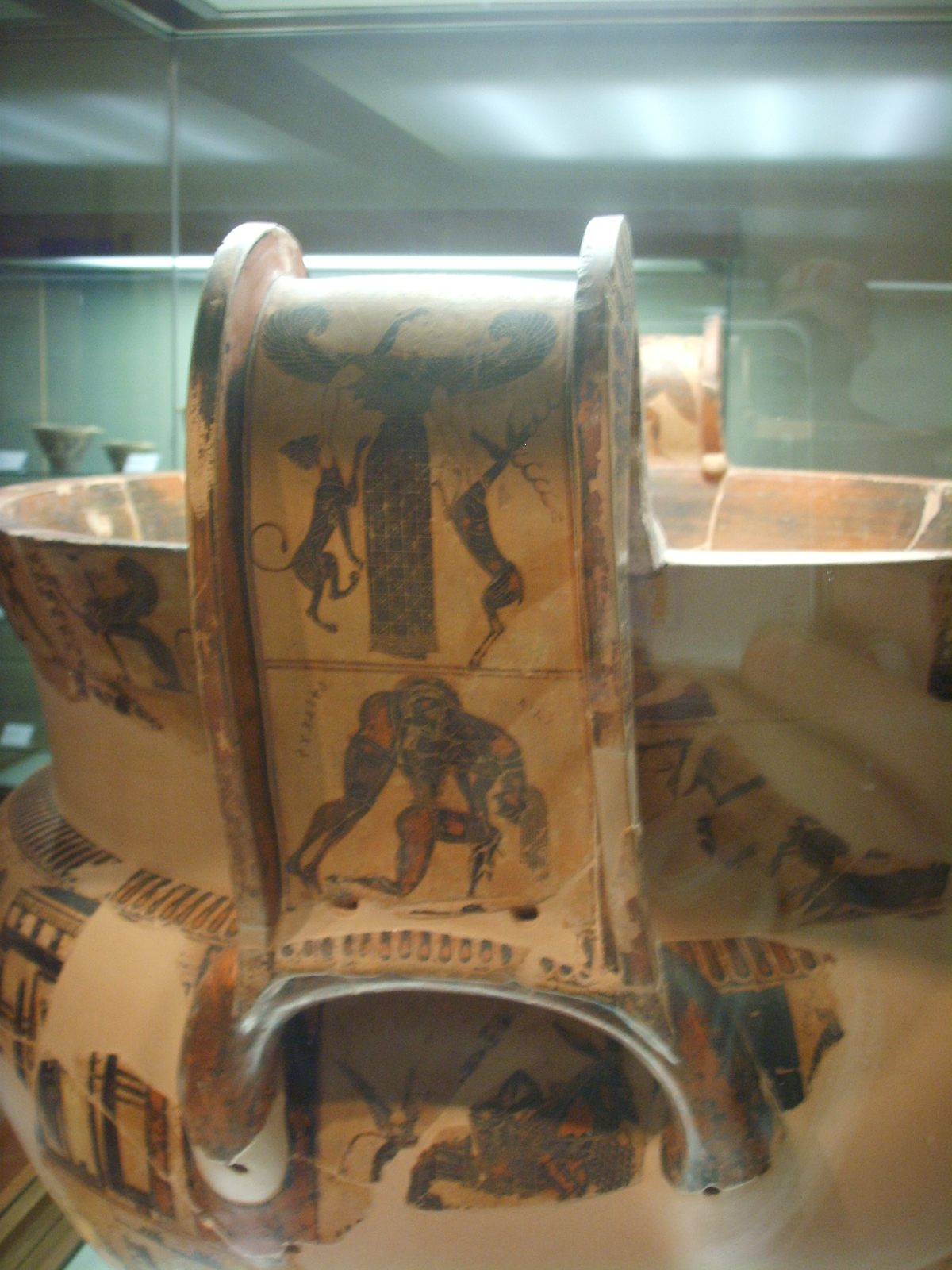
Détail du vase François : la déesse Artémis relève le corps d'Achille sur le champ de bataille. Vers -565.
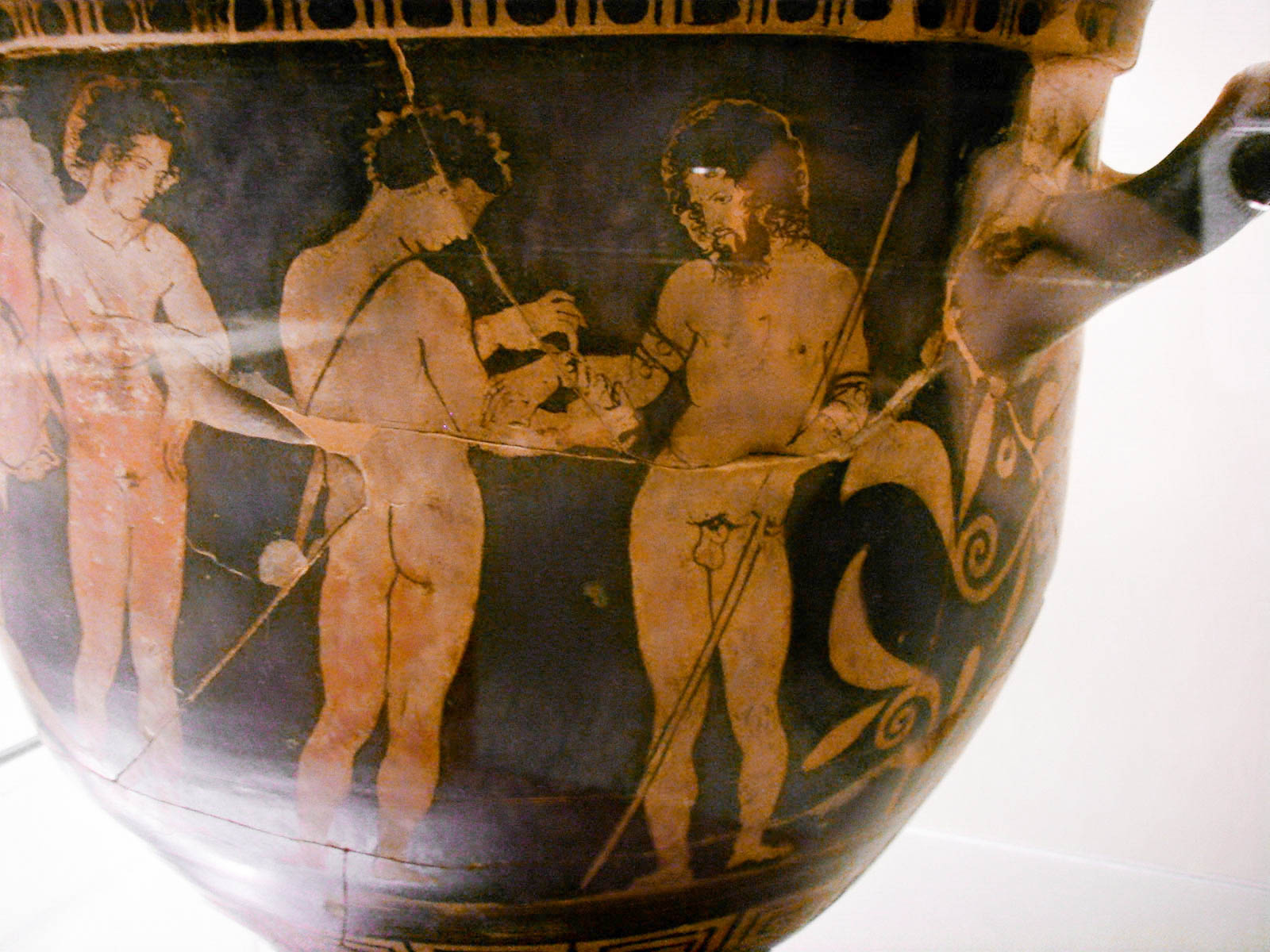
Détail du vase étrusque dit cratère des Argonautes (-IVe siècle).

### Collection étrusque

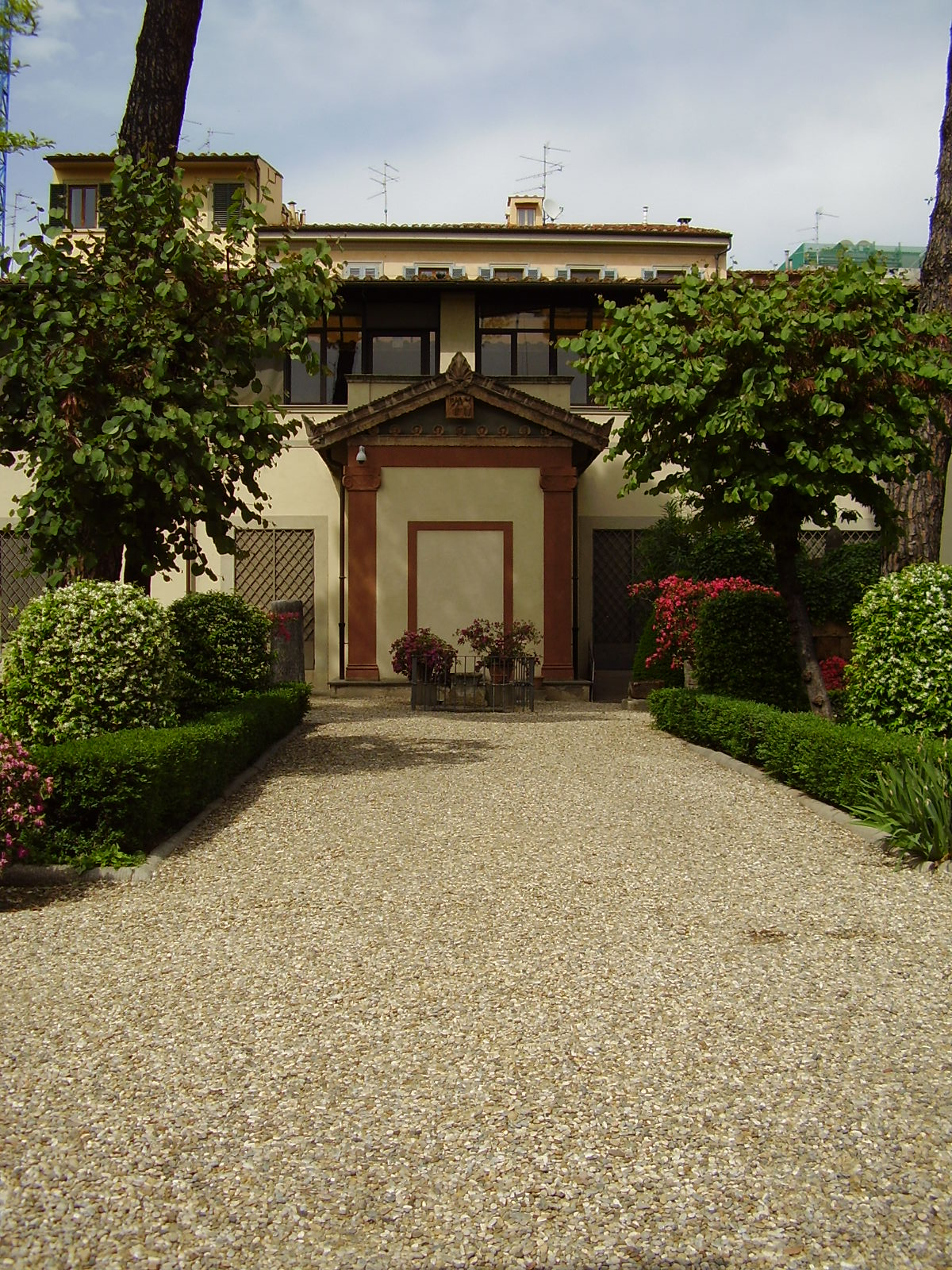
Le pavillon étrusque du musée archéologique de Florence.

L'organisation des salles étrusques a été reconsidérée et restructurée en 2006, quarante années ayant été nécessaires pour la restauration de plus de 2 000 objets endommagés par les inondations de 1966.
Salles des grands bronzes
- La Chimère d'Arezzo découverte en 1553 à Arezzo lors de la construction de la forteresse médicéenne.
- La statue de l’Arringatore  (Ier siècle avant notre ère)

Salles XIV des bronzes à destination cultuelle
- Bronzetti, kouros, Minerve, animaux votifs, dévots (guerrier et orant), divinités, fragments, vaisselle, mobilier...

Salles spécialisées
- Têtes de canopes de Chiusi
- Le sarcophage de Larthia Seianti (IIe siècle avant notre ère)
- Le sarcophage des Amazones (IVe siècle avant notre ère)
- L'urne avec scène du banquet provenant de Chiusi.
- le sarcophage dell'Obeso, de Chiusi également

Pièces restituées aux musées nouveaux de leurs lieux d'origine
- La grande amphore de Baratti (IVe siècle) au musée archéologique du territoire de Populonia
- La statue funéraire Mater Matuta (460-450 avant l’ère commune) au musée archéologique civique (Chianciano Terme)
- L'urne de Montescudaio : urne cinéraire avec, sur le couvercle, le  défunt banquetant assis sur un trône, au musée archéologique de la Villa Guerrazzi de Cecina.

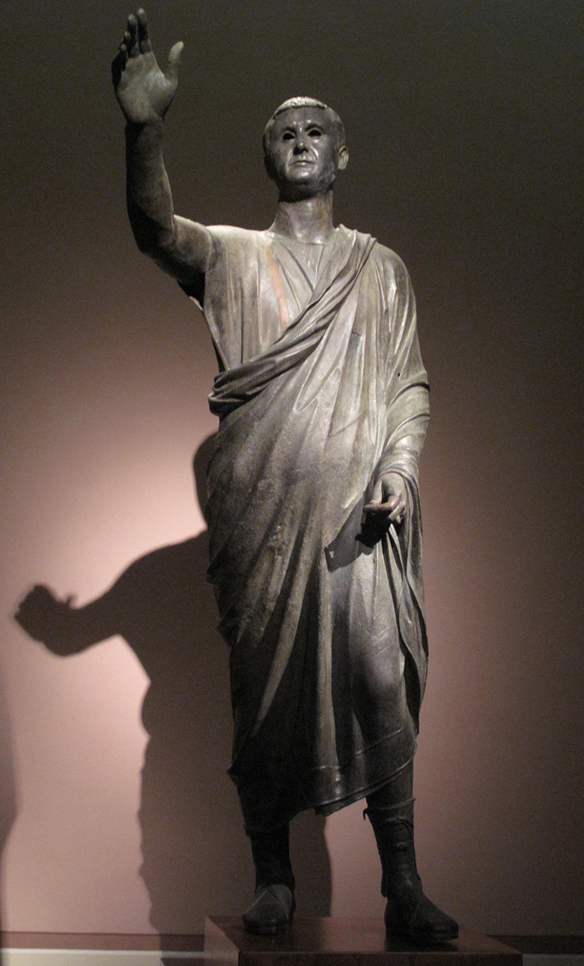
L’Arringatore
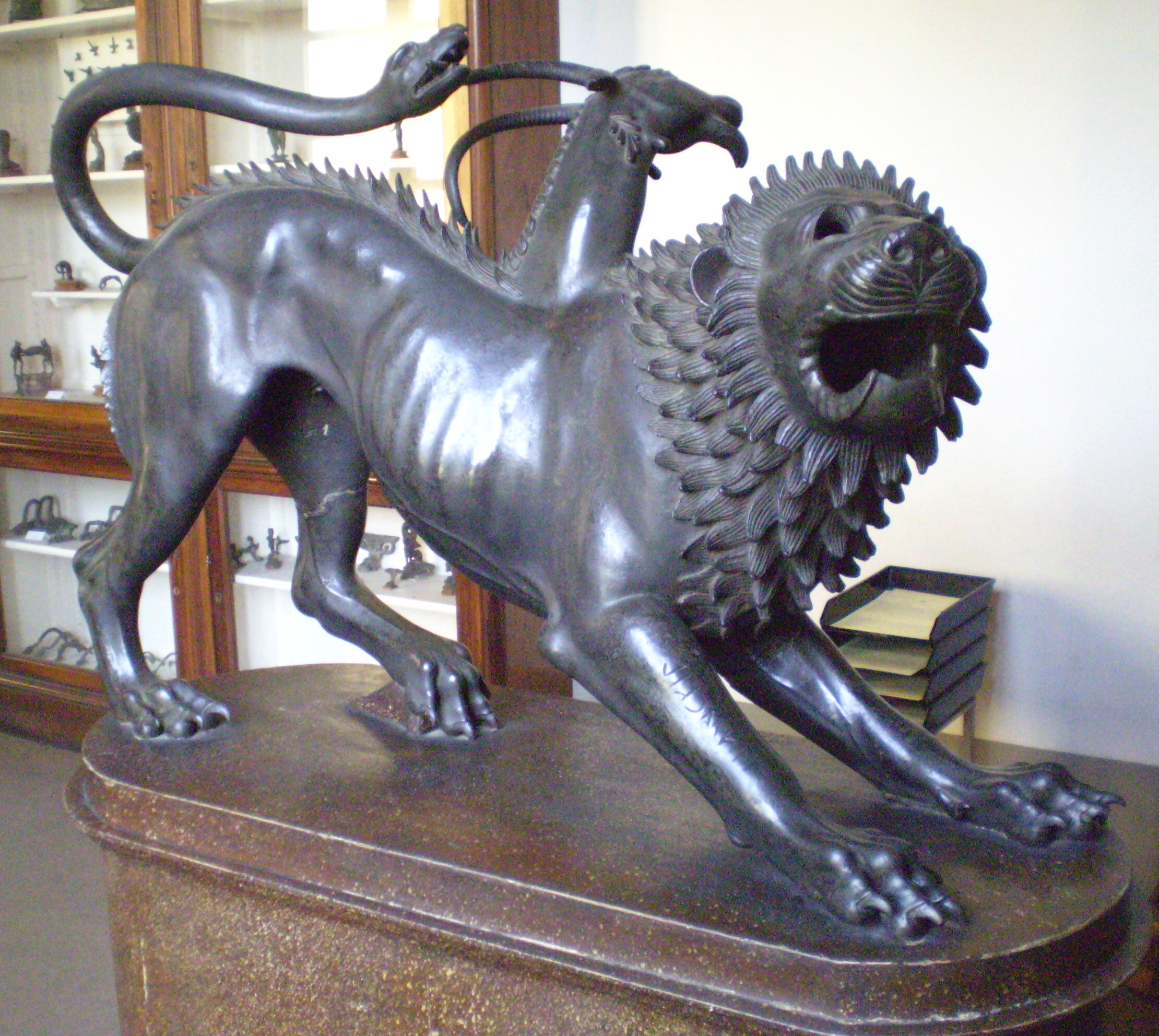
La Chimère d'Arezzo
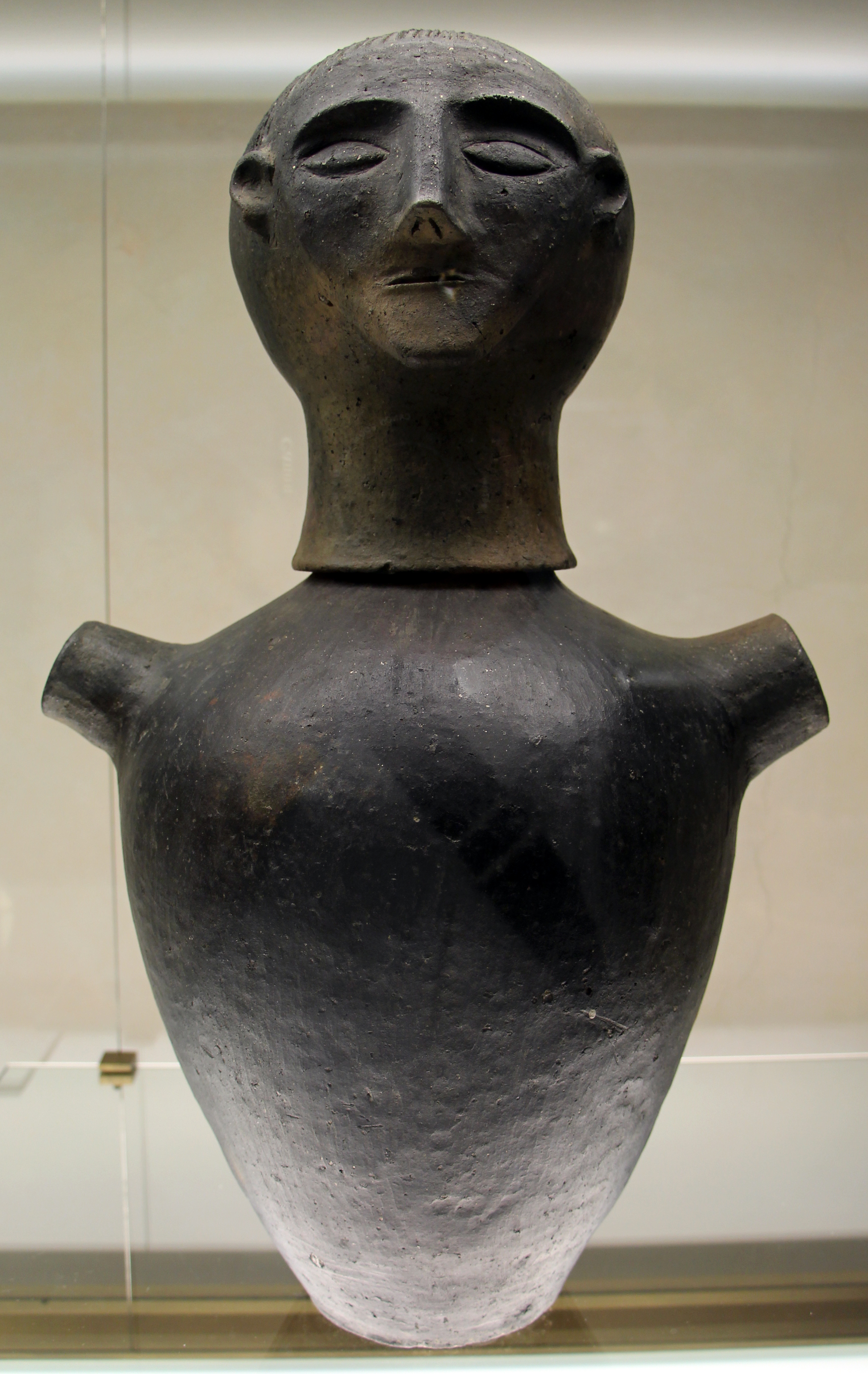
Canope de Chiusi (-VIe siècle)
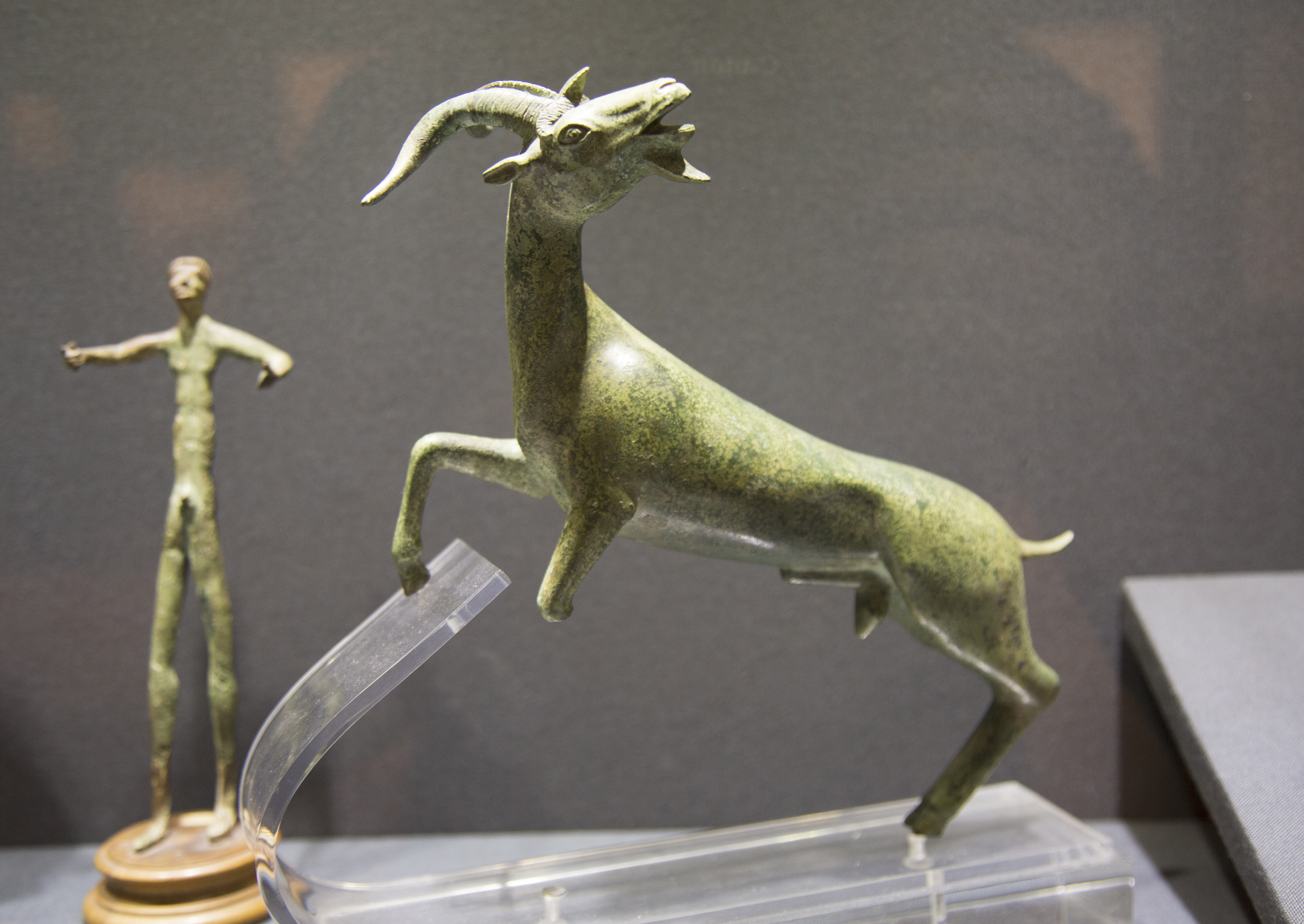
Statuette en bronze de Capro da Bibbona (-VIe siècle)
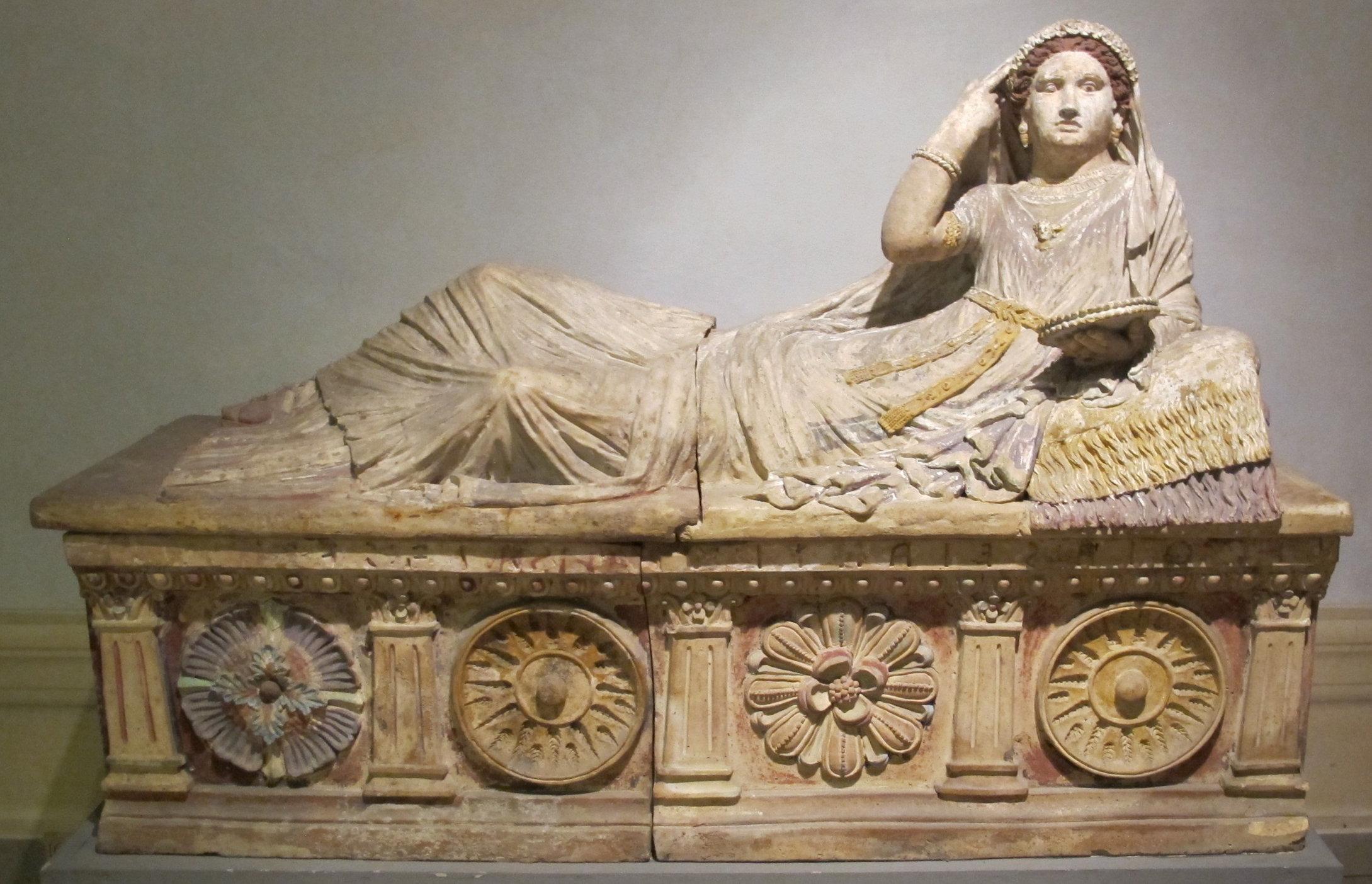
Sarcophage de Laerthia Seianti
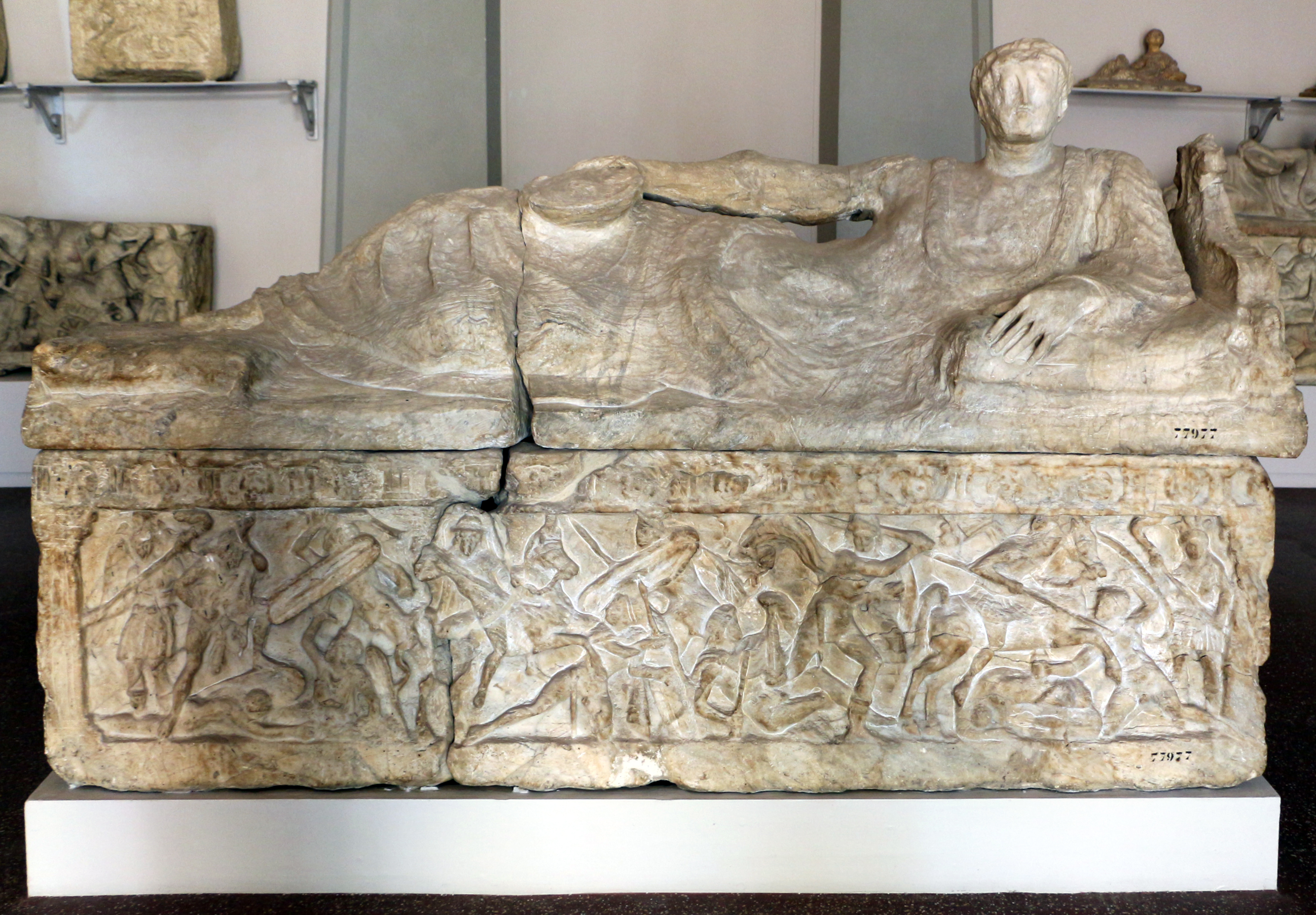
Sarcophage 77977
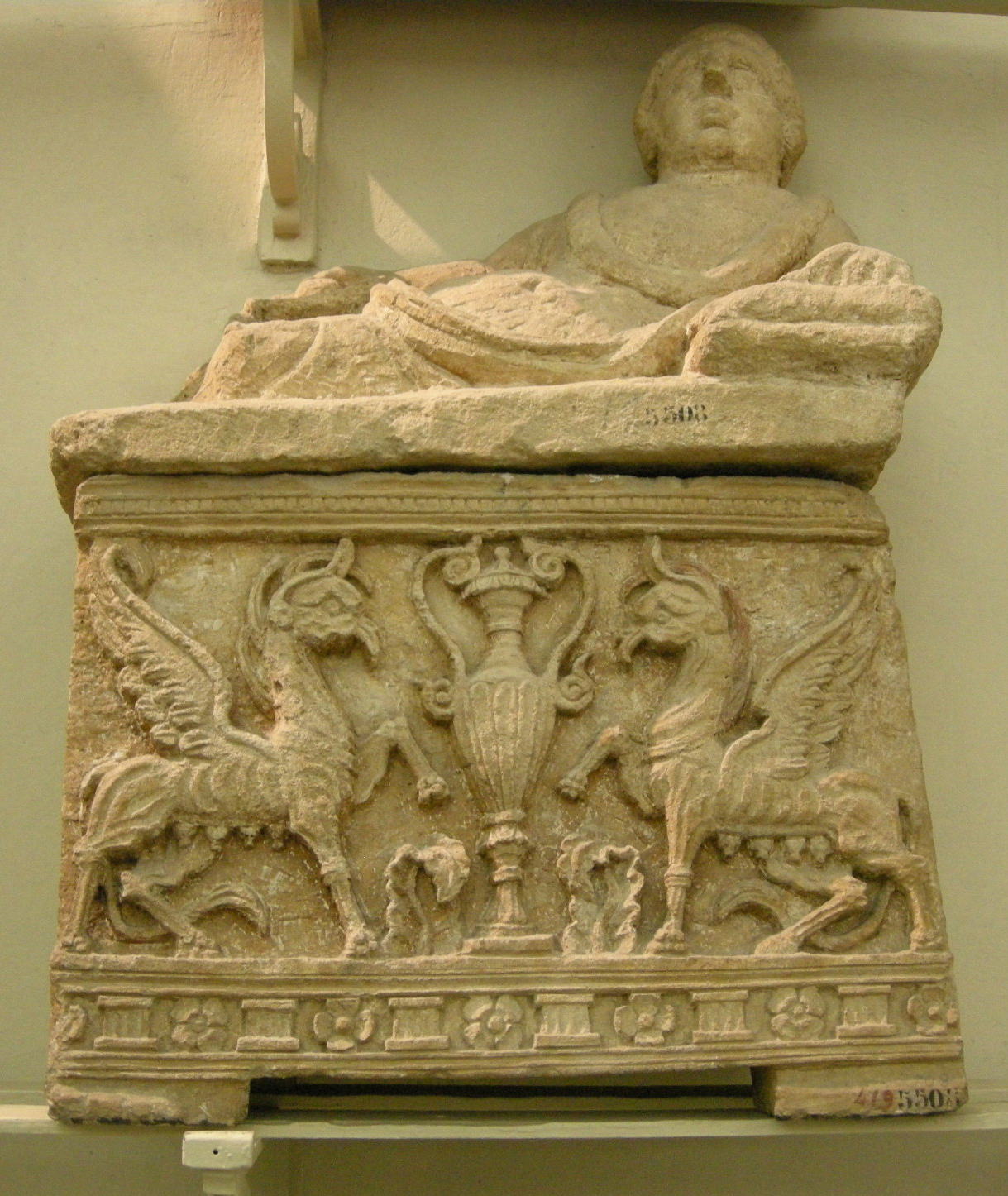
Urne cinéraire de Volterra, (-IIe siècle)

### Collection romaine
- L'Idolino de Pesaro, statue en bronze de jeune homme haute de 146 cm, copie romaine d'un original grec classique qui fut trouvée en fragments au centre de Pesaro en octobre 1530.
- Le torse de Livourne, torse masculin en bronze de fabrication romaine, d'après un original grec de -470/-460.
- Statue de Trebonianus Gallus, œuvre tardive du IIIe siècle avant notre ère
- Le bronze de la Minerve d'Arezzo, copie romaine d'un modèle grec attribué à Praxitèle du IVe siècle avant notre ère.

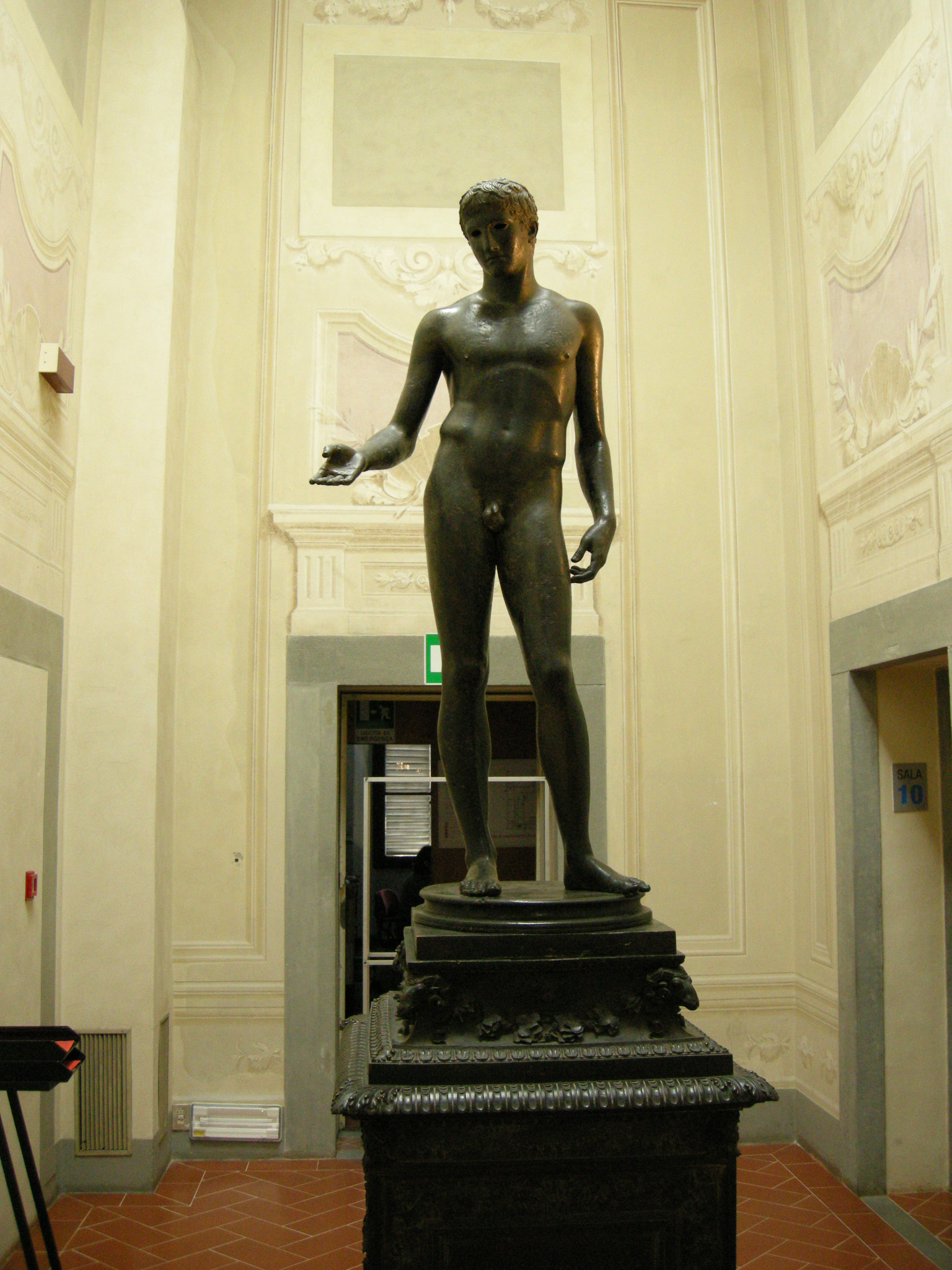
L'Idolino de Pesaro
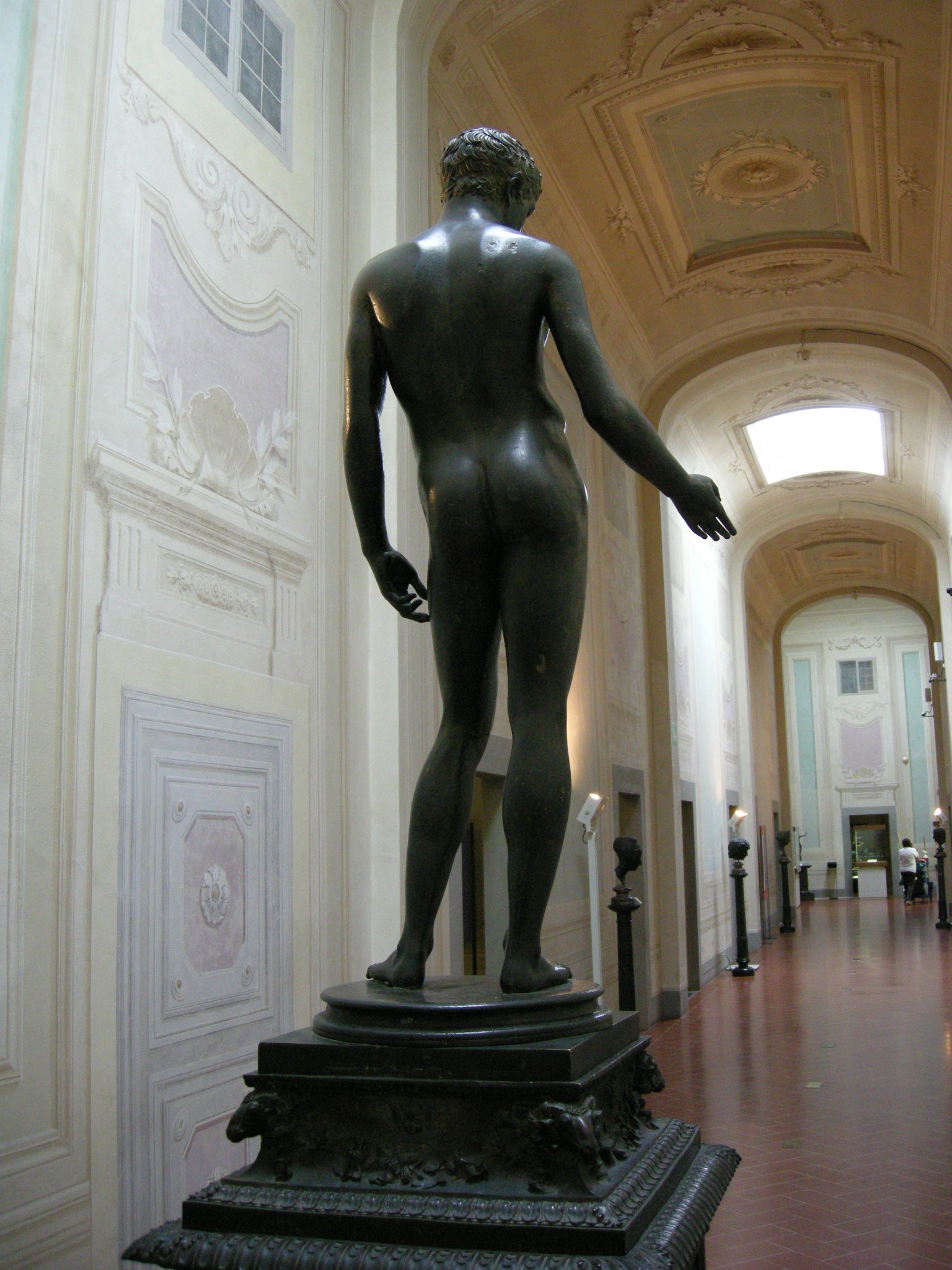
L'Idolino, vu de dos.
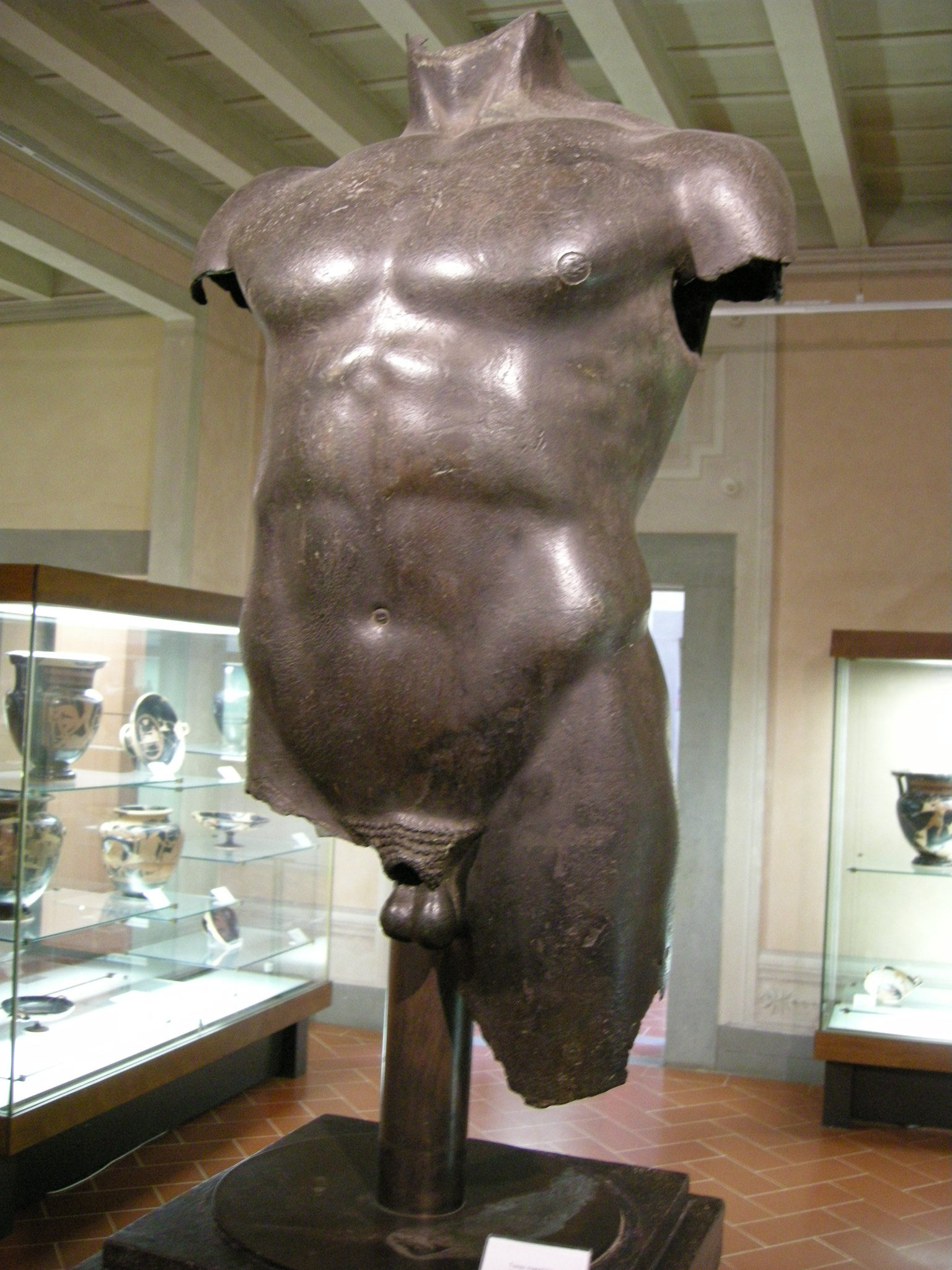
Torse de Livourne
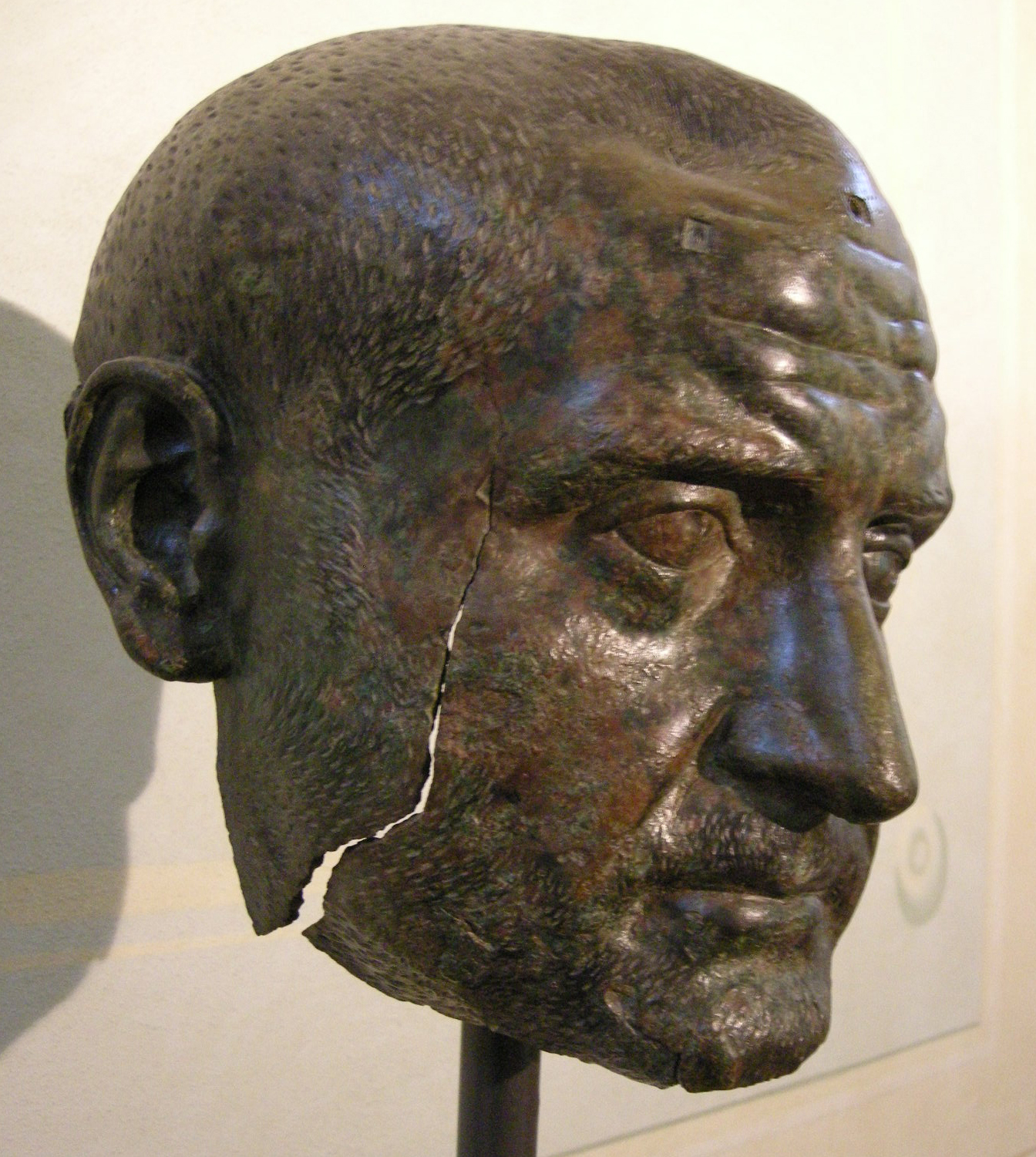
Portrait de Trebonianus Gallus
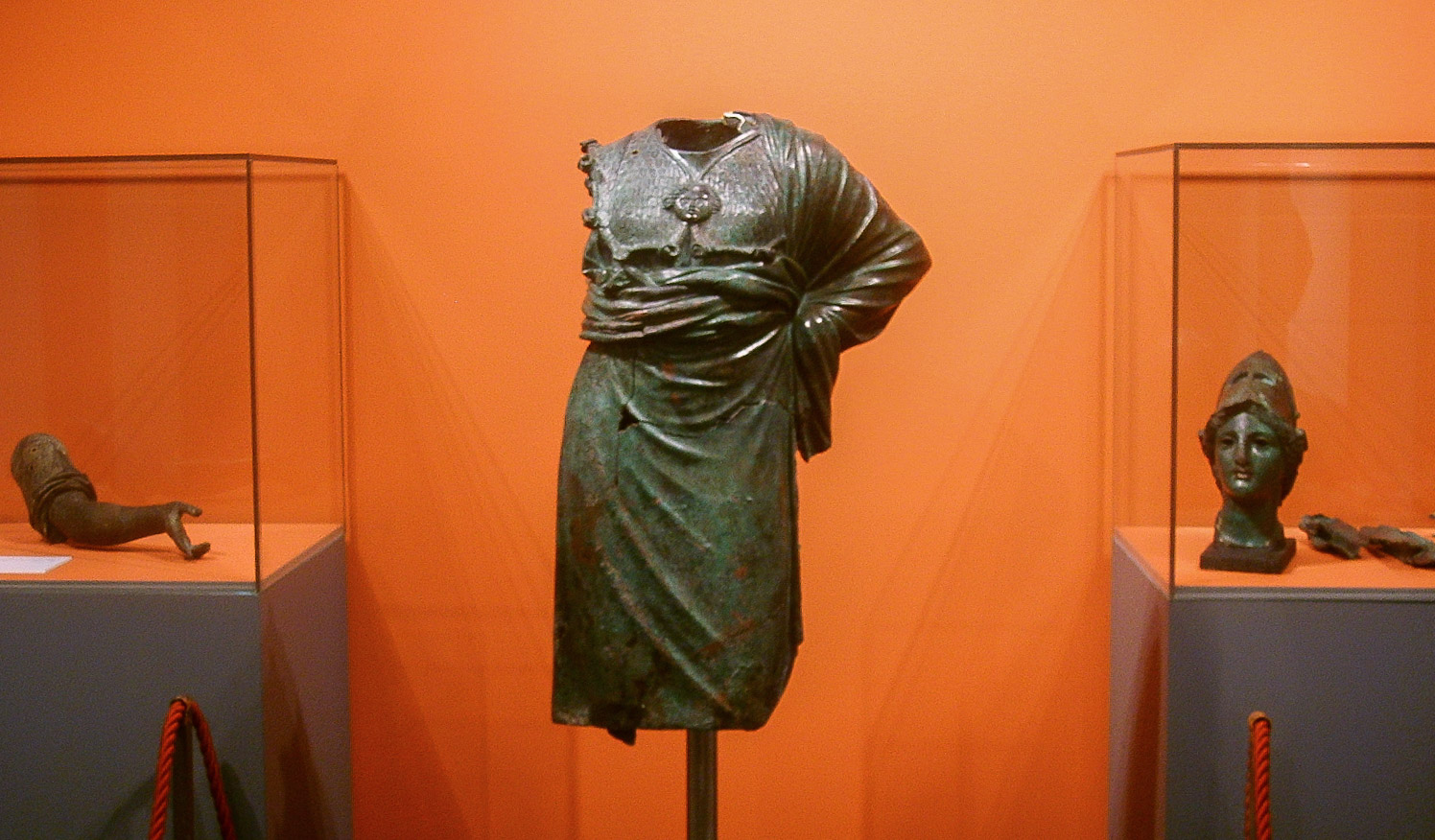
La Minerve d'Arezzo en cours de restauration, en 2006.

## Sources
- (en) Cet article est partiellement ou en totalité issu de l’article de Wikipédia en anglais intitulé « National Archaeological Museum (Florence) » (voir la liste des auteurs).
- Notices du musée